# Archidiecezja Rossano-Cariati
Archidiecezja Rossano-Cariati, łac. Archidioecesis Rossanensis-Cariatensis – diecezja Kościoła rzymskokatolickiego we Włoszech, w metropolii Cosenza-Bisignano.
Została erygowana w VII wieku.